# ランジン・シン

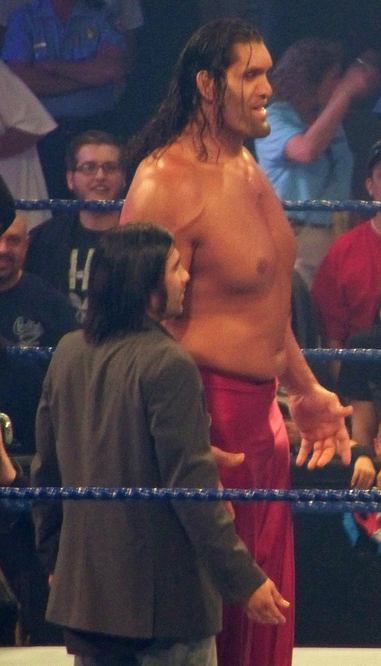
ランジン・シン（左）とグレート・カリ

ランジン・シン（Ranjin Singh）は、アメリカ合衆国のプロレス団体WWEに所属するプロレス関係者。本名はデイヴィッド "デイヴ" カプール（David "Dave" Kapoor）。

## WWEでの活躍
2007年12月より、WWEにおいてインド人のランジン・シンの名前でグレート・カリの通訳およびマネージャーを担当（ストーリー上は弟でもある）。WWE・ロウの脚本家としても活動している。
長らくカリと行動を共にしていたが、2011年4月に現れたジンダー・マハルにカリが言いなりになってしまい、その際にカリの攻撃を受けて叩きのめされた。その後、ギミック上の事のいきさつ（自身等の妹がマハルと結婚し、カリが言う事を訊かないと離婚すると脅されている）を説明し、それ以来、TVに出演しなくなった。
2014年1月のRAWオールドスクールにおいて久々にカリと共に出場し、その際は「親友」と実況された。